# Mortemia
Mortemia是Sirenia吉他手Morten Veland最新Side Project, 在這個Project裡他一手包辦作曲, 作詞, 主唱等等, 其音樂風格和Sirenia差不多. 
現任成員
Morten Veland - 吉他, 作曲, 作詞, 鼓, 男音等等
專輯
Misere Mortem (2010)
單曲/音樂錄影帶
The One I Once Was (2010)
- Mortemia的MySpace主頁
- Mortemia的X（前Twitter）